# Camptomyia mamaevi
Camptomyia mamaevi är en tvåvingeart som beskrevs av Spungis 1989. Camptomyia mamaevi ingår i släktet Camptomyia och familjen gallmyggor.
Artens utbredningsområde är Lettland. Inga underarter finns listade i Catalogue of Life.